# Betty Hennings

Betty Hennings (Kopenhagen, 26 oktober 1850 – Gentofte, 27 oktober 1939) was een Deens actrice. Ze is vooral bekend vanwege haar spel in diverse rollen in de toneelstukken van Henrik Ibsen.
Betty Mathilde Schnell werd geboren binnen het gezin van kleermaker Stig Jørgen Schnell (1816-1870) en Regine Sophie Dorothea Schmidt (1819-1881). Ze huwde op 25 juli 1877 met muziekuitgever en componist Henrik Jacob Christian Amalius Otto Hennings (1848-1923). 
Haar opleiding begon al op achtjarige leeftijd aan de balletschool van Det Konglige Teater en in 1866 maakte ze haar debuut in het ballet Valdemar. In 1868 danste ze in Thrymskviden van Sigyn. Daarna werd ze onder leiding van Frederik Hoedt omgeschoold tot actrice. In 1870 stond ze als zodanig op de planken als Agnès in L'École des femmes van Moliere. Een paar jaar later (1879) speelde ze een van haar succesvolste rollen als Nora in Een poppenhuis van Ibsen. Ze zou deze rol meer dan honderd keer op zich nemen. Ze schitterde ook als Hedvig in Vildanden en mevrouw Alving in Spoken (Gengångare). Daarna volgden nog rollen als de prinses in Holger Drachmanns Der var en gang, die ze 182 keer op de planken bracht. Andere memorabele rollen waren die van Ophelia in Hamlet en Mary Stuart. Ze zou uiteindelijk ongeveer 200 rollen spelen. De binding met Ibsen bleek belangrijk; hij leek zijn karakters min of meer af te stemmen op haar spel.
Betty Hennings was voornamelijk bekend in Scandinavië binnen de driehoek Denemarken, Zweden en Noorwegen. In 1889 stond ze bijvoorbeeld in Stockholm, in 1909 in het Nationaltheatret. In 1909 trok ze zich vanwege gezondheidsredenen terug. In 1925 kreeg ze de Deense cultuurprijs "Tagea Brandt Rejselegat for kvinder" toebedeeld.
Agathe Backer-Grøndahl droeg haar Seks sange til texter af Holger Drachmann aan Betty Hennings op. Betty's man gaf als vertegenwoordiger van het Konglige Hof-musikhandler diverse werken van haar uit, onder meer Serenade en genoemde liederenbundel.

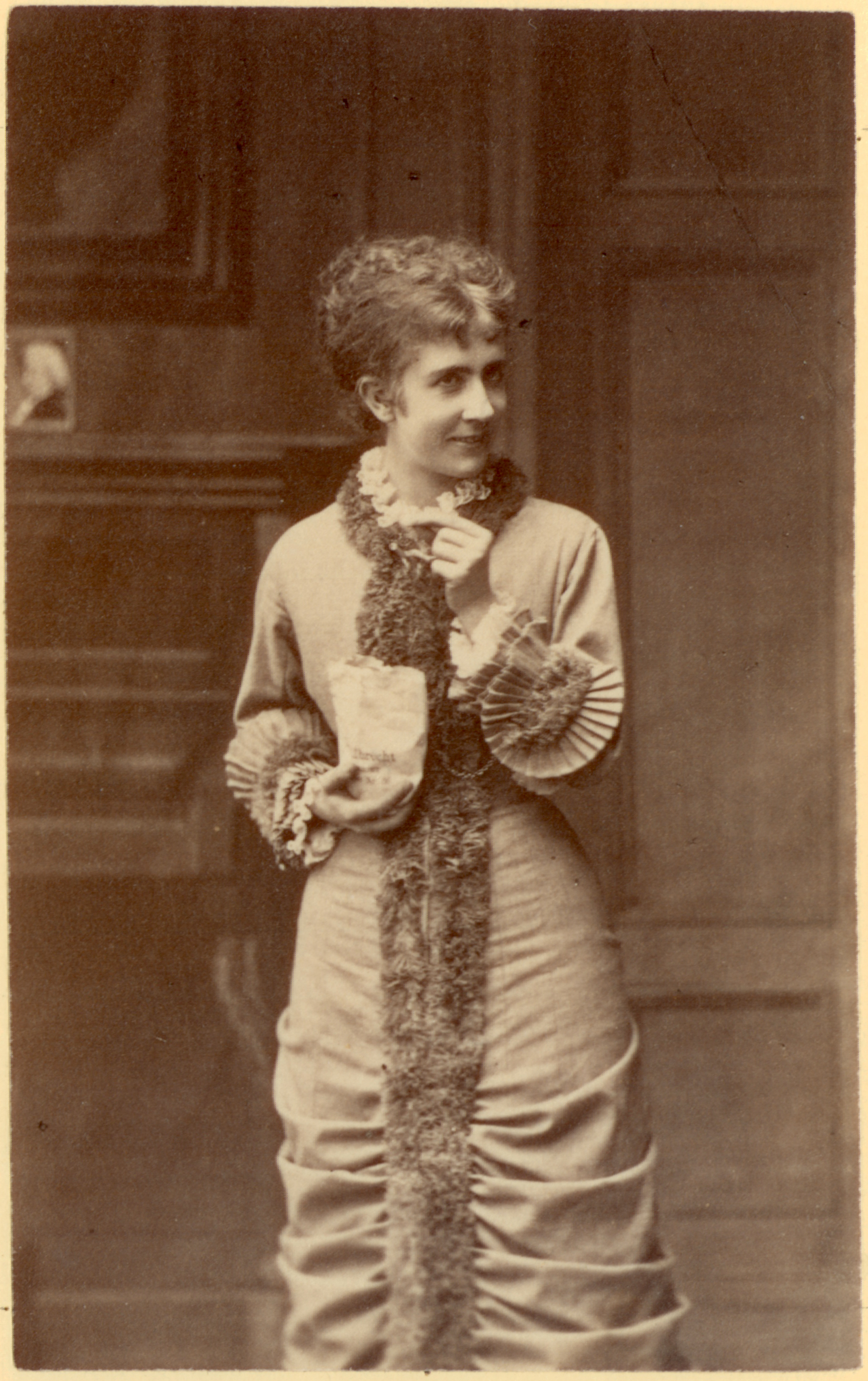
Betty Hennings als Nora

- Gemeinsame Normdatei: 116716843
- International Standard Name Identifier: 0000 0004 4887 4786
- KulturNav: 4838d7b0-c445-40cf-98a9-4de1962ed437
- Library of Congress Control Number: n97843482
- Virtual International Authority File: 60840283
- WorldCat: E39PBJkHqxG8F6k3CVMY3C9kXd